# Yébleron
Yébleron és un municipi francès situat al departament del Sena Marítim i a la regió de Normandia. L'any 2007 tenia 1.370 habitants.

## Demografia

### Població
El 2007 la població de fet de Yébleron era de 1.370 persones. Hi havia 503 famílies de les quals 117 eren unipersonals (49 homes vivint sols i 68 dones vivint soles), 149 parelles sense fills, 205 parelles amb fills i 32 famílies monoparentals amb fills.
La població ha evolucionat segons el següent gràfic:
Habitants censats

### Habitatges
El 2007 hi havia 545 habitatges, 511 eren l'habitatge principal de la família, 17 eren segones residències i 16 estaven desocupats. 429 eren cases i 111 eren apartaments. Dels 511 habitatges principals, 335 estaven ocupats pels seus propietaris, 170 estaven llogats i ocupats pels llogaters i 6 estaven cedits a títol gratuït; 21 tenien una cambra, 33 en tenien dues, 89 en tenien tres, 130 en tenien quatre i 238 en tenien cinc o més. 323 habitatges disposaven pel capbaix d'una plaça de pàrquing. A 224 habitatges hi havia un automòbil i a 216 n'hi havia dos o més.

### Piràmide de població
La piràmide de població per edats i sexe el 2009 era:
| Homes | Edats   | Dones |
| ----- | ------- | ----- |
| 0     | 95 o +  | 4     |
| 0     | 90 a 94 | 0     |
| 8     | 85 a 89 | 8     |
| 4     | 80 a 84 | 12    |
| 28    | 75 a 79 | 20    |
| 16    | 70 a 74 | 16    |
| 44    | 65 a 69 | 24    |
| 36    | 60 a 64 | 32    |
| 28    | 55 a 59 | 24    |
| 60    | 50 a 54 | 48    |
| 28    | 45 a 49 | 32    |
| 32    | 40 a 44 | 44    |
| 56    | 35 a 39 | 56    |
| 48    | 30 a 34 | 44    |
| 56    | 25 a 29 | 52    |
| 12    | 20 a 24 | 48    |
| 44    | 15 a 19 | 44    |
| 56    | 10 a 14 | 68    |
| 52    | 5 a 9   | 44    |
| 48    | 0 a 4   | 52    |

## Economia
El 2007 la població en edat de treballar era de 868 persones, 619 eren actives i 249 eren inactives. De les 619 persones actives 547 estaven ocupades (318 homes i 229 dones) i 71 estaven aturades (25 homes i 46 dones). De les 249 persones inactives 61 estaven jubilades, 80 estaven estudiant i 108 estaven classificades com a «altres inactius».

### Ingressos
El 2009 a Yébleron hi havia 520 unitats fiscals que integraven 1.401 persones, la mediana anual d'ingressos fiscals per persona era de 15.805 €.

### Activitats econòmiques
Dels 46 establiments que hi havia el 2007, 2 eren d'empreses extractives, 1 d'una empresa alimentària, 1 d'una empresa de fabricació d'altres productes industrials, 6 d'empreses de construcció, 12 d'empreses de comerç i reparació d'automòbils, 3 d'empreses de transport, 2 d'empreses d'hostatgeria i restauració, 1 d'una empresa immobiliària, 6 d'empreses de serveis, 8 d'entitats de l'administració pública i 4 d'empreses classificades com a «altres activitats de serveis».
Dels 10 establiments de servei als particulars que hi havia el 2009, 1 era un paleta, 2 fusteries, 3 lampisteries, 1 electricista i 3 perruqueries.
Dels 4 establiments comercials que hi havia el 2009, 1 era un supermercat, 1 una botiga de més de 120 m², 1 una botiga de menys de 120 m² i 1 una fleca.
L'any 2000 a Yébleron hi havia 18 explotacions agrícoles que ocupaven un total de 808 hectàrees.

## Equipaments sanitaris i escolars
El 2009 hi havia 1 farmàcia i 1 ambulància.
El 2009 hi havia 1 escola maternal i 1 escola elemental.

## Poblacions més properes
El següent diagrama mostra les poblacions més properes.